# Lega Calcio

Logo de la Lega Calcio

La Lega Nazionale Professionisti (LNP), más conocida como Lega Calcio (AFI: ['kalʧo]), fue el organismo que gobernó los más importantes torneos de fútbol de clubes en Italia desde la temporada 1946/47 hasta la temporada 2009/10. Tenía su sede en Milán y dependía de la FIGC.

## Historia
- 1950-1958 Saverio Giulini
- 1958-1962 Giuseppe Pasquale
- 1962-1964 Giorgio Perlasca
- 1964-1965 Artemio Franchi
- 1965-1973 Aldo Stacchi
- 1973-1976 Franco Carraro
- 1976-1977 Antonio Griffi
- 1977-1978 Franco Carraro (commissario straordinario)
- 1978-1981 Renzo Righetti
- 1982-1987 Antonio Matarrese
- 1987-1996 Luciano Nizzola
- 1997-2001 Franco Carraro
- 2002-2006 Adriano Galliani
- 2006-2009 Antonio Matarrese
- 2009 Giancarlo Abete (commissario straordinario)
- 2009-2010 Maurizio Beretta

En 1898 se fundó la Federación Italiana de Fútbol (FIGC); ese año se inició la competición de liga italiana. En 1929 nació la Serie A italiana, pero solo entre el 14 y el 16 de mayo de 1946 se fundó la Lega Nazionale, en la ciudad de Rapallo, Liguria.
La Lega Calcio organizaba los siguientes torneos:
- Serie A, la máxima categoría del sistema futbolístico italiano;
- Serie B, la segunda categoría;
- Copa Italia, la copa nacional italiana;
- Supercopa de Italia, competición que enfrenta al ganador de la Serie A y al campeón de la Copa Italia;
- Campeonato Nacional Primavera, el más importante torneo juvenil de Italia;
- Copa Italia Primavera;
- Supercopa Primavera.

En el 2010 la Lega Calcio dejó de existir, dividiéndose en la Lega Nazionale Professionisti Serie A, el organismo que organiza actualmente la Serie A, la Copa Italia, la Supercopa de Italia, el Campeonato Nacional Primavera, la Copa Italia Primavera y la Supercopa Primavera, y la Lega Nazionale Professionisti Serie B, la cual organiza solo la Serie B.

### Los presidentes de la Lega Nazionale Professionisti
- 1946-1950 Piero Pedroni
- 1950-1958 Saverio Giulini
- 1958-1962 Giuseppe Pasquale
- 1962-1964 Giorgio Perlasca
- 1964-1965 Artemio Franchi
- 1965-1973 Aldo Stacchi
- 1973-1976 Franco Carraro
- 1976-1977 Antonio Griffi
- 1977-1978 Franco Carraro (commissario straordinario)
- 1978-1981 Renzo Righetti
- 1982-1987 Antonio Matarrese
- 1987-1996 Luciano Nizzola
- 1997-2001 Franco Carraro
- 2002-2006 Adriano Galliani
- 2006-2009 Antonio Matarrese
- 2009 Giancarlo Abete (commissario straordinario)
- 2009-2010 Maurizio Beretta